# Brenles
Brenles est une localité de la commune suisse de Lucens dans le canton de Vaud, située dans le district de la Broye-Vully et ancienne commune. Dépendant du château de Lucens, elle fait ensuite partie du district de Moudon de 1803 à 2007. Brenles est peuplé de 137 habitants en 2022. Son territoire, d'une surface de 381 hectares, se situe entre la vallée de la Broye et celle de la Glâne.

## Histoire
Le village était dépendant du château de Lucens, appartenant à l'évêché de Lausanne qui possédait notamment les droits sur les hommes libres ainsi que l'avouerie. Toutefois, la seigneurie était partagée entre trois familles : les Frossard, les Loys ainsi que les Clavel, dont le village actuel a repris les armoiries au début du XXe siècle.
Le 30 novembre 2014, les communes de Brenles, Chesalles-sur-Moudon, Cremin, Forel-sur-Lucens, Lucens et Sarzens décident de fusionner. La nouvelle commune voit le jour le 1er janvier 2017 sous le nom de Lucens.

### Héraldique
| Blason de Brenles | Blason  | De sinople à la clé d'argent en bande |
| Blason de Brenles | Détails | Les armoiries de la commune sont créées en 1921 lorsqu'une abbaye exprime le souhait d'arborer l'emblème communal. La commune regarde alors dans son histoire et récupère en modifiant légèrement les armoiries de la maison des Clavel de Brenles alors co-seigneurs du village avant le XIXe siècle. Les armoiries de la commune sont adoptées et approuvées par le canton de Vaud en 1921. |

## Géographie
Jusqu'à sa dissolution, la commune faisait partie du district de Moudon. Depuis le 1er janvier 2008, elle fait partie du nouveau district de la Broye-Vully. Elle a des frontières communes avec Lovatens, Chavannes-sur-Moudon, Chesalles-sur-Moudon et Sarzens dans le canton de Vaud ainsi que Billens-Hennens, Siviriez et Ursy dans le canton de Fribourg.
Le territoire communal se trouve sur le plateau suisse, entre les vallées de la Broye et de la Glâne. La frontière est marquée par la vallée du ruisseau des Vaux au sud, par la colline de Brûle Fer (point culminant de la commune avec 848 mètres d'altitude) à l'ouest et par le bois Giquet et la colline des Dailles à l'est. À l'est de la commune se trouve également la montagne de Brenles qui culmine à 830 mètres d'altitude.
En plus du village de Brenles, la commune comte également plusieurs exploitations agricoles dispersées.

## Population

### Gentilé et surnom
Les habitants de la commune se nomment les Brenlois.
Ils sont surnommés les Chats (lè Tsat en patois vaudois).

### Démographie
Brenles compte 137 habitants en 2022. Sa densité de population atteint 36 hab./km2.
En 2000, la population de Brenles est composée de 77 hommes (47,2 %) et 86 femmes (52,7 %). La langue la plus parlée est le français, avec 152 locuteurs (92,6 %). La deuxième langue est l'allemand (9 habitants ou 5,4 % de la population). Il y a 159 personnes suisses (97 %) et 5 personnes étrangères (3 %). Sur le plan religieux, la communauté protestante est la plus importante avec 94 personnes (57,3 %), suivie des catholiques (31 paroissiens ou 18,9 % de la population).
La population de Brenles est 232 habitants en 1850 et elle reste stable jusqu'en 1910. Elle baisse ensuite jusqu'à 123 habitants en 1970 et 1980 avant de remonter à 163 en 2000. de Le graphique suivant résume l'évolution de la population de Brenles entre 1850 et 2010 :

## Politique
Lors des élections fédérales suisses de 2011, la commune a voté à 28,97 % pour l'Union démocratique du centre. Les deux partis suivants furent les Verts avec 21,38 % des suffrages et le Parti socialiste suisse avec 16,55 %.
Lors des élections cantonales au Grand Conseil de mars 2011, les habitants de la commune ont voté pour les Verts à 31,93 %, l'Union démocratique du centre à 30,54 %, le Parti libéral-radical à 20,98 %, le Parti socialiste à 12,82 %, le Parti bourgeois démocratique et les Vert'libéraux à 2,33 % et Vaud Libre à 1,40 %.
Sur le plan communal, Brenles est dirigé par une municipalité formée de 5 membres et dirigée par un syndic pour l'exécutif et un Conseil général dirigé par un président et secondé par un secrétaire pour le législatif.

## Économie
Jusqu'à la seconde moitié du XXe siècle, l'économie locale était principalement tournée vers l'agriculture, l'arboriculture fruitière et l'élevage qui représentent encore de nos jours une part importante des emplois locaux. Ces dernières décennies, le village s'est transformé avec la création de zones résidentielles occupées par des personnes travaillant dans les villes voisines ; cette modification s'est accompagnée de la création de plusieurs petites entreprises locales actives dans les services ou dans l'industrie.
Brenles accueille depuis 1994 la fondation école romande pour chiens-guides d'aveugles

## Transports
Concernant les transports en commun, Brenles fait partie de la communauté tarifaire fribourgeoise Frimobil. Le car postal reliant Lucens à Moudon s'arrête dans le village. La commune est aussi desservie par les bus sur appel Publicar, un service de CarPostal.

## Sources
- (de) Cet article est partiellement ou en totalité issu de l’article de Wikipédia en allemand intitulé « Brenles » (voir la liste des auteurs).